# Бурдес, Борис Павлович
Борис Павлович Бурдес (1862 — 1 сентября 1911, по другим данным умер в 1913) — российский переводчик и журналист.

## Биография
Работал корреспондентом «Биржевых ведомостей» в Берлине затем возглавлял иностранный отдел этой газеты; писал статьи по вопросам иностранной политики для газет «Луч» и «Санкт-Петербургские ведомости». Автор статей об  Иоганне-Вольфганге фон Гёте, Дени Дидро, Екатерине II, Генрике Ибсене, Эрнесте Ренане. Также публиковался под псевдонимом «Оленин».

## Переводы
- Иммануил Кант. «Грезы духовидца, поясненные грезами метафизика». С.-Петербург, Типография С-Петербургского товарищества печатного и издательского дела «Труд», 1911[3][4].